# Свети Йоан Предтеча (Корабия)
„Свети Йоан Предтеча“ или „Свети Йоан Кръстител“ (на румънски: „Sfântul Ioan Botezătorul“) е храм на Румънската православна църква в квартал Градище в румънския град Корабия, окръг Олт, част от Слатинската епископия на Олтенската митрополия.

## Местоположение
Църквата е разположена в североизточната махала на града Валя Сяка на улица „Николае Титулеску“ № 32.

## История
Основният камък на църквата е положен на 15 май 1888 година, а строежът завършва на 1 октомври 1889 година, за което свидетелства надпис, изписан на вътрешната стена, на входа на църквата:
| „ | […] cu cheltuiala enoriașilor și cu concursul altor binevoitori din afară, în zilele P.S. Episcopul Severin Ghenadie iar piatra fundamentală s-a așezat și binecuvântat de protoereul județului Romanați, D. Luizescu, în ziua de 15 mai 1888. […] на разноски на енориашите и с помощта на други доброжелатели отвън, в дните на П. С. епископ на Северин Генадий, а основният камък е поставен и осветен от протойерея на окръг Романаци Д. Луизеску на 15 май 1888. | “ |

В архитектурно отношение църквата е кръстообразна, с два големи и два малки купола.
В 1889 година в църквата работят дебърските майстори зографи Мирон Илиев и Григор Петров.
Изписана е от художника Янку Константинеску от Крайова.